# Francesc Simon i Font
Francesc Simon i Font   (Barcelona, 20 de febrer de 1843 - Barcelona, 17 de maig de 1923) fou un empresari i editor català.

## Biografia
Era fill d'Esteve Simon i Feu (†1889), natural de Mataró i sabater d'ofici, i de Marianna Font i Serra de Barcelona, amb domicili al carrer de Sant Pau, 21. De molt jove, segurament als 14 anys, va entrar com a aprenent a la casa editorial de J. Aleu i Fugarull, i aquest fou el seu primer contacte amb el món del llibre.
Juntament amb Ramon de Montaner i Vila, va ser un dels fundadors el 1861 de l'editorial Montaner i Simon, empresa que esdevindria «l'editorial més important de tot l'estat espanyol» a començaments del segle xx. L'editorial (que va publicar el seu primer títol el 1868) fou responsable del Diccionario Enciclopédico Hispano-Americano de Literatura, Ciencias y Artes, i a fixar la seu al carrer d'Aragó, 255 de Barcelona, en un edifici emblemàtic obra d'Lluís Domènech i Montaner, i que actualment és la seu de la Fundació Antoni Tàpies.
El 1878, Francesc Simon havia fet construir la Torre Simon de la vila de Gràcia, com a casa d'estiueig, el primer projecte arquitectònic de Lluís Domènech i Montaner.
Juntament amb Ramon de Montaner i Vila i el tonenc Josep Roqueta i Bres, va ser propietari del Balneari Roqueta de la localitat de Tona (Osona). El manantial de Roqueta fou declarat d'utilitat pública el 1895. L'edifici principal era modernista i de gran bellesa, i fou bastit, segons sembla, per Lluís Domènech i Montaner, igualment com d'altres construccions del balneari, aixecades entre el 1885 i el 1890. Tot i que varen resistir fins al 1966 (amb la crisi dels balnearis dels anys seixanta), l'estructura de l'edifici, el pou, la cúpula i la solemne escala de marbre que duia a la deu foren aterrats el 1974.
De nou en el camp de l'editorial, a partir de 1905 Francesc Simon seria el president de l'Institut Català de les Arts del Llibre i de la seva publicació, la Revista Gràfica, amb què s'obre una nova etapa. En aquells moments comptava amb Adolf Alegret com a director literari i el dibuixant Josep Triadó com a director artístic. El 26 de gener de 1906 Simon va inaugurar l'Escola d'Arts Gràfiques (la primera d'Espanya), de la qual va ser el seu màxim impulsor des de l'Institut.
Francesc Simón va fer construir per a la seva família una nova gran casa d'estiueig a Tona, que es coneix precisament com a «Torre Simon», dissenyada per l'arquitecte Francesc Guàrdia i Vial (gendre i col·laborador de Lluís Domènech i Montaner). La casa es va acabar el 1923, precisament el mateix any en què va morir l'important patrici barceloní.
Les seves restes reposen des de 1923 en el panteó familiar del cementiri de Montjuïc, que va fer construir ell mateix amb disseny de Josep Domènech Estapà. L'obra va ser enllestida l'any 1892. És un bloc massís i compacte, amb grans arcs de mig punt a les façanes i cobert amb una cúpula.